# Alfdorf
Alfdorf önkormányzat Németországban, a baden-württembergi Rems-Murr járásban (Rems-Murr-Kreis).
A mai Alfdorf önkormányzat 1972-ben jött létre a korábban önálló Alfdorf, Pfahlbronn és Vordersteinenberg önkormányzatok összeolvadásával.

## Földrajzi elhelyezkedése
Alfdorf Schwäbisch Gmündtől 10 kilométerre északnyugatra és Stuttgarttól 40 kilométerre északkeletre helyezkedik el. Változatos tájon fekszik, 308-560 méteres tengerszint feletti magasságban. A Sváb-Frank-erdő számos lehetőséget kínál túrázásra, kikapcsolódásra. Alfdorf közvetlen közelében van a Welzheimer-erdő. Alfdorf nagy területei élveznek természetvédelmi védettséget.

## Szomszédai
Északi szomszédja Gschwend, keleten Spraitbach, Durlangen és Mutlangen, délen Schwäbisch Gmünd és Lorch (mind Ostalbkreis), nyugaton Plüderhausen, Urbach és Welzheim és északnyugaton Kaisersback (mind Rems-Murr).

## Éghajlata
Az éves csapadékmennyiség Alfdorfban 1044 milliméter. A legszárazabb hónap a január, a legcsapadékosabb június. Júniusban átlagban 1,6-szer több a csapadék, mint februárban.

## Testvértelepülés
- Hosszúhetény, Magyarország